# Publio Hurtado
Publio Hurtado Pérez (Cáceres, 21 de enero de 1850-Cáceres, 3 de enero de 1929) fue un escritor, historiador y etnógrafo español.
A temprana edad comenzó a escribir y colaborar en distintos periódicos. Estudió derecho en la Universidad de Salamanca y en Madrid y volvió a Cáceres al terminar sus estudios. Ejerció la abogacía y además fue secretario de la Sala de Audiencia y presidente del Ateneo de Cáceres, sin dejar de dedicarse a la investigación histórica y a la escritura. Fundó y fue director de la Revista de Extremadura.  A pesar de haber estado toda su vida aquejado por problemas de salud, fue un investigador incansable, de la historia, las costumbres y la etnología.
Fue miembro de la Real Academia de la Historia y de la de Bellas Artes de San Fernando, académico de la Real Academia Sevillana de Buenas Letras y recibió numerosas distinciones. Cáceres le tiene dedicada una plaza con su nombre, plaza Publio Hurtado, donde estuvo su vivienda y donde se encuentra ahora el Museo Municipal.  El Museo de Cáceres convoca todos los años un certamen de investigación que lleva su nombre. Falleció el 3 de enero de 1929.

## Obra
- Indianos cacereños (1892)
- Supersticiones extremeñas (1902)
- Ayuntamiento y familias cacerenses (1915)
- La Parroquia de San Mateo de Cáceres y sus agregados (1919)
- Extremadura en Toledo, impresiones de un turista (1920)
- Castillos, torres y casas fuertes de la provincia de Cáceres (1912 y 1927).

También fue autor de algunas novelas y libros de poemas. Algunas de sus obras han sido nuevamente editadas gracias a la dedicación de uno de sus biznietos.